# Manuscrit d'Old Hall
El manuscrit d'Old Hall (Biblioteca Britànica, Add. MS 57950) és la font més gran, més completa i més significativa de música sacra anglesa de finals del segle XIV i principis del XV, i com a tal representa la millor font per a la música anglesa de l'Edat Mitjana. El manuscrit va sobreviure d'alguna manera a la Reforma, i antigament pertanyia al St. Edmund's College, una escola catòlica romana situada a Old Hall Green (d'aquí el seu nom) a Hertfordshire. Va ser venut a la British Library després d'una subhasta a Sotheby's el 1973. Miraculosament va sobreviure a la destrucció de manuscrits duta a terme per Enric VIII durant la dissolució dels monestirs, a la dècada del 1530.
No se sap amb certesa quan i on es començà a recopilar el manuscrit. Es creu que fou a la primeria del segle XV, durant un període superior a vint anys. Hi contribuïren diversos copistes, alguns dels quals podrien ser compositors d'algunes peces.
El manuscrit consta de tres volums, el tercer dels quals conté material revisat del primer. Inclou 147 composicions, de les quals 77 són escrites en partitura en lloc d'en parts separades. La majoria són composicions de l'Ordinari de la missa (121 obres) i primer es troben totes les composicions del Glòria (40), després totes les del Credo (35), després les del Sanctus (27) i en acabant les de l'Agnus Dei (19). Entre aquests grups s'intercalen 11 motets en llatí i 15 discantus de texts religiosos, també en llatí.
El manuscrit mostra diferents estils i tècniques musicals, entre aquests el discantus anglés, composicions isorítmiques i cànons.

Els compositors amb obres en el manuscrit (amb el nombre d'obres entre parèntesis) són:
- Leonel Power (25)
- John Cooke (10)
- Pycard (9)
- Thomas Damett (9)
- N. Sturgeon (7)
- W. Typp (7)
- Byttering (5)
- Oliver (4)
- R. Chirbury (4)
- J. Excetre (3)
- Forest (3)
- John Burell (2)
- Roy Henry (2)
- Queldryk (2)
- J. Tyes (2)
- Aleyn (1)
- Fonteyns (1)
- Gervays (1)
- Lambe (1)
- John Dunstable (1)
- Rowlard (1)
- Antonio Zacara dona Teramo (1)
- Swynford (1)
- Pennard (1)
- Matheus de Sancto Johanne (Maysheut) (1)

Roy Henry és probablement Enric V d'Anglaterra, tot i que també podria ser Enrique IV.

## Les obres
Tot seguit es detallen les obres manuscrites. Els codis d'"Enregistraments" s'especifiquen en la secció de "Discografia":
| N.º | Foli     | Obra                                                            | Veus  | Compositor                           | Forma musical | Concordances            | Enregistraments              | Comentaris                    |
| --- | -------- | --------------------------------------------------------------- | ----- | ------------------------------------ | ------------- | ----------------------- | ---------------------------- | ----------------------------- |
| 1   | 1        | Gloria                                                          | 3     | anònim                               | glòria        | MAG                     |                              |                               |
| 2   | 1v-2     | Gloria                                                          | 3     | anònim                               | glòria        |                         |                              |                               |
| 3   | 2-2      | Gloria                                                          | 3     | anònim                               | glòria        |                         |                              |                               |
| 4   | 3        | Gloria                                                          | 4     | anònim                               | glòria        |                         |                              |                               |
| 5   | 3        | Gloria                                                          | 3     | anònim                               | glòria        |                         |                              |                               |
| 6   | 4        | Gloria                                                          | 3     | anònim                               | glòria        |                         |                              |                               |
| 7   | 4v-5     | Gloria                                                          | 3     | John Cooke                           | glòria        |                         |                              |                               |
| 8   | 5v-6     | Gloria                                                          | 3     | Aleyn                                | glòria        |                         | FOL                          |                               |
| 9   | 6v-7     | Gloria                                                          | 3     | N. Sturgeon                          | glòria        |                         |                              |                               |
| 10  | 7        | Gloria                                                          | 3     | Thomas Damett                        | glòria        |                         |                              |                               |
| 11  | 8        | Gloria                                                          | 3     | anònim                               | glòria        |                         |                              |                               |
| 12  | 8v-9     | Gloria                                                          | 3     | John Burell                          | glòria        |                         |                              |                               |
| 13  | 9v-10    | Gloria                                                          | 3     | Thomas Damett                        | glòria        |                         |                              |                               |
| 14  | 10v-11   | Gloria                                                          | 3     | John Cooke                           | glòria        |                         | GVP                          |                               |
| 15  | 11v-12   | Gloria                                                          | 3     | N. Sturgeon                          | glòria        |                         |                              |                               |
| 16  | 12v-13   | Gloria                                                          | 3     | Roy Henry                            | glòria        |                         | CAR                          |                               |
| 17  | 13v-14   | Gloria                                                          | 3     | Byttering                            | glòria        | AOS                     |                              |                               |
| 18  | 14       | Gloria                                                          | 3     | Byttering                            | glòria        |                         |                              |                               |
| 19  | 15       | Gloria                                                          | 3     | J. Tyes                              | glòria        |                         |                              |                               |
| 20  | 15v-16   | Gloria                                                          | 3     | J. Excetre                           | glòria        |                         |                              |                               |
| 21  | 16v-17   | Gloria                                                          | 5     | Leonel Power                         | glòria        |                         | PCA, HIL, GTC                |                               |
| 22  | 17v-18   | Gloria                                                          | 3     | Leonel Power                         | glòria        |                         |                              |                               |
| 23  | 18v-19   | Gloria                                                          | 4     | Leonel Power                         | glòria        |                         |                              |                               |
| 24  | 19v-20   | Gloria                                                          | 3     | Leonel Power                         | glòria        |                         |                              |                               |
| 25  | 20v-21   | Gloria                                                          | 3     | Leonel Power                         | glòria        |                         |                              |                               |
| 26  | 21v-22   | Gloria                                                          | 3     | Pycard                               | glòria        |                         | CVO                          |                               |
| 27  | 22v-23   | Gloria                                                          | 3     | Pycard                               | glòria        |                         |                              |                               |
| 28  | 23v-24   | Gloria                                                          | 5     | Pycard                               | glòria        |                         | GOT, DIA                     |                               |
| 29  | 24v-25   | Gloria                                                          | 3     | Rowlard                              | glòria        | L40                     |                              |                               |
| 30  | 25v-26   | Gloria                                                          | 4     | Queldryk                             | glòria        |                         | HIE                          |                               |
| 31  | 26v-27   | Gloria                                                          | 3     | Gervays                              | glòria        | BOL                     |                              |                               |
| 32  | 27v-28   | Gloria                                                          | 3     | anònim                               | glòria        |                         |                              |                               |
| 33  | 28       | Gloria, gloria laus honor                                       | 2     | Antonio Zacara dona Teramo           | glòria        | BOL, M14, PAD, SIE, VAR |                              |                               |
| 34  | 29       | Gloria                                                          | 2     | anònim                               | glòria        |                         |                              |                               |
| 35  | 29v-30   | Gloria                                                          | 4     | Pycard                               | glòria        |                         | HIE                          |                               |
| 36  | 30v-31   | Gloria                                                          | 4     | John Cooke                           | glòria        |                         |                              |                               |
| 37  | 31v-32   | Gloria                                                          | 3     | Thomas Damett                        | glòria        |                         |                              |                               |
| 38  | 32v-33   | Gloria                                                          | 3     | John Cooke                           | glòria        |                         |                              |                               |
| 39  | 33v-34   | Gloria                                                          | 3     | Thomas Damett                        | glòria        |                         |                              |                               |
| 40  | 34v-35   | Gloria                                                          | 3     | N. Sturgeon                          | glòria        |                         |                              |                               |
| 41  | 35       | O Maria laude genitrix                                          | 3     | anònim                               | cantilena     |                         |                              |                               |
| 42  | 36       | ... venie                                                       | 3     | anònim                               | cantilena     |                         |                              |                               |
| 43  | 36       | Au regina celorum                                               | 3     | Leonel Power                         | antífona      |                         | OBE, PCA, HIL, ALI           |                               |
| 44  | 36       | Regina celi letare                                              | 3     | Leonel Power                         | antífona      |                         |                              |                               |
| 45  | 37       | ... et propícia                                                 | 3     | anònim                               | cantilena     |                         |                              |                               |
| 46  | 37       | Pia mater salvatoris et celestis                                | 3     | anònim                               | cantilena     |                         | HIE                          |                               |
| 47  | 37       | Salvi mirífica virgo                                            | 3     | anònim                               | cantilena     | O34                     |                              |                               |
| 48  | 38       | Nesciens mater... torem seculorum                               | 3     | anònim                               | antífona      |                         | HIE                          |                               |
| 49  | 38       | Beata progenies unde                                            | 3     | Leonel Power                         | antífona      |                         | NYM, PCA, HIE, ONI, ANI, CAU |                               |
| 50  | 38       | Nesciens mater virgo                                            | 3     | Byttering                            | antífona      | YOR                     | FOL, HIE                     |                               |
| 51  | 38v-39   | Regali exprogenie                                               | 3     | Fonteyns                             | antífona      |                         | PAG                          |                               |
| 52  | 39-39    | Au regina celorum                                               | 3     | John Cooke                           | antífona      |                         | HIE                          |                               |
| 53  | 39v-40   | Beata Dei genitrix                                              | 3     | Thomas Damett                        | antífona      |                         | OBE, PCA, HIE                |                               |
| 54  | 40       | Salvi porta paradisi                                            | 3     | Thomas Damett                        | cantilena     |                         | HIE, CA, CAU                 |                               |
| 55  | 40       | Stella celi extirpavit                                          | 3     | John Cooke                           | cantilena     |                         | OBE, PCA, FOL, HIE, CAU      |                               |
| 56  | 41-42    | Credo                                                           | 3     | anònim                               | credo         |                         |                              |                               |
| 57  | 42v-43   | Credo                                                           | 3     | anònim                               | credo         |                         |                              |                               |
| 58  | 44-45    | Credo                                                           | 3     | anònim                               | credo         |                         |                              |                               |
| 59  | 45v-46   | Credo                                                           | 3     | Oliver                               | credo         |                         |                              |                               |
| 60  | 47-48    | Credo                                                           | 3     | anònim                               | credo         | CAM                     |                              |                               |
| 61  | 48v-50   | Credo                                                           | 3     | R. Chirbury                          | credo         |                         |                              |                               |
| 62  | 50-51    | Credo                                                           | 3     | W. Typp                              | credo         |                         |                              |                               |
| 63  | 52       | Credo                                                           | 3     | anònim                               | credo         |                         |                              |                               |
| 64  | 52v-53   | Credo                                                           | 3     | N. Sturgeon                          | credo         |                         |                              |                               |
| 65  | 54-55    | Credo                                                           | 3     | John Burell                          | credo         |                         |                              |                               |
| 66  | 55v-56   | Veni sancte spíritus                                            | 4     | John Dunstaple                       | motet         | AOS, MOD, M32, T92      | ANI, POM, CAU                |                               |
| 67  | 56v-57   | Qualis est dilectus tuus                                        | 3     | Forest                               | antífona      | MOD, T90                | HIE, CA, REV                 |                               |
| 68  | 57       | Ascendit Christus - Ànima redemptoris                           | 1 (3) | Forest                               | antífona      | MOD                     | HIE                          | només començament del triplum |
| 69  | 58       | Credo                                                           | 1     | N. Sturgeon                          | credo         |                         |                              |                               |
| 70  | 59       | Credo                                                           | 2     | anònim                               | credo         |                         |                              |                               |
| 71  | 59v-60   | Credo                                                           | 3     | Pycard                               | credo         |                         |                              |                               |
| 72  | 60v-61   | Credo                                                           | 3     | Thomas Damett                        | credo         | O19                     |                              |                               |
| 73  | 61       | Credo                                                           | 1     | Leonel Power                         | credo         | AOS                     |                              |                               |
| 74  | 62       | Credo                                                           | 2     | Forest                               | credo         | O19, T90, T93           |                              | només tenor i contratenor     |
| 75  | 62v-63   | Credo                                                           | 3     | Pycard                               | credo         |                         | PAG                          |                               |
| 76  | 63v-64   | Credo                                                           | 4     | Pycard                               | credo         |                         |                              |                               |
| 77  | 64v-65   | Credo                                                           | 4     | Leonel Power                         | credo         |                         | HIL                          |                               |
| 78  | 65v-66   | Credo                                                           | 4     | Pycard                               | credo         |                         |                              |                               |
| 79  | 66v-67   | Credo                                                           | 3     | Byttering                            | credo         |                         |                              |                               |
| 80  | 67v-68   | Credo                                                           | 3     | J. Excetre                           | credo         |                         |                              |                               |
| 81  | 68v-69   | Credo                                                           | 3     | Leonel Power                         | credo         |                         |                              |                               |
| 82  | 69v-70   | Credo                                                           | 4     | John Cooke                           | credo         |                         |                              |                               |
| 83  | 70v-71   | Credo                                                           | 3     | Leonel Power                         | credo         | BOL                     |                              |                               |
| 84  | 71v-72   | Credo                                                           | 3     | Leonel Power                         | credo         |                         |                              |                               |
| 85  | 72v-73   | Credo                                                           | 4     | anònim                               | credo         |                         |                              |                               |
| 86  | 73v-74   | Credo                                                           | 4     | Swynford                             | credo         |                         |                              |                               |
| 87  | 74v-75   | Credo                                                           | 3     | W. Typp                              | credo         |                         |                              |                               |
| 88  | 75v-76   | Credo                                                           | 3     | Queldryk                             | credo         |                         |                              |                               |
| 89  | 76v-77   | Credo                                                           | 4     | Pennard                              | credo         | PRI                     | HIE                          |                               |
| 90  | 77       | Credo                                                           | 2     | anònim                               | credo         | L40                     |                              |                               |
| 91  | 78       | Credo                                                           | 2     | anònim                               | credo         |                         | GVP                          |                               |
| 92  | 78v-79   | Credo                                                           | 3     | John Cooke                           | credo         | CAM                     |                              |                               |
| 93  | 79v-80   | Credo                                                           | 3     | Thomas Damett                        | credo         | O19                     |                              |                               |
| 94  | 80       | Sanctus                                                         | 3     | Roy Henry                            | sanctus       |                         | WOO                          |                               |
| 95  | 81       | Sanctus                                                         | 3     | W. Typp                              | sanctus       |                         |                              |                               |
| 96  | 81       | Sanctus                                                         | 3     | Leonel Power                         | sanctus       |                         |                              |                               |
| 97  | 82-82    | Sanctus                                                         | 3     | Lambe                                | sanctus       |                         |                              |                               |
| 98  | 82v-83   | Sanctus                                                         | 3     | W. Typp                              | sanctus       |                         |                              |                               |
| 99  | 83-83    | Sanctus                                                         | 3     | Leonel Power                         | sanctus       |                         |                              |                               |
| 100 | 84       | Sanctus, Marie filius                                           | 3     | anònim                               | Sanctus       |                         |                              |                               |
| 101 | 84       | Sanctus                                                         | 3     | anònim                               | sanctus       | L40, O34                |                              |                               |
| 102 | 85-85    | Sanctus                                                         | 3     | R. Chirbury                          | sanctus       |                         |                              |                               |
| 103 | 85v-86   | Sanctus                                                         | 3     | anònim                               | sanctus       |                         |                              |                               |
| 104 | 86       | Sanctus                                                         | 3     | anònim                               | sanctus       |                         | PAG                          |                               |
| 105 | 86       | Sanctus                                                         | 3     | anònim                               | sanctus       |                         |                              |                               |
| 106 | 87       | Sanctus                                                         | 3     | W. Typp                              | sanctus       |                         |                              |                               |
| 107 | 87       | Sanctus                                                         | 3     | anònim                               | sanctus       |                         |                              |                               |
| 108 | 88       | Sanctus                                                         | 3     | R. Chirbury                          | sanctus       |                         |                              |                               |
| 109 | 88       | Sanctus                                                         | 3     | Leonel Power                         | sanctus       |                         |                              |                               |
| 110 | 89       | Sanctus                                                         | 3     | W. Typp                              | sanctus       |                         |                              |                               |
| 111 | 89v-90   | Salvatoris mater - O Georgi - Benedictus qui veu                | 3     | Thomas Damett                        | seqüència     |                         | OBE                          |                               |
| 112 | 90v-91   | Ànima proles - Christi milers - Ab inimicis nostris             | 3     | John Cooke                           | motet         |                         | OBE, CA                      |                               |
| 113 | 91v-92   | Salvi mater domini - Salvi templum domini - It in nomini Domini | 3     | N. Sturgeon                          | motet         |                         | OBE, PAG, CAR                |                               |
| 114 | 92       | Sanctus                                                         | 3     | N. Sturgeon                          | sanctus       |                         |                              |                               |
| 115 | 93v-94   | Sanctus                                                         | 3     | Leonel Power                         | sanctus       |                         |                              |                               |
| 116 | 94v-95   | Sanctus                                                         | 3     | Leonel Power                         | sanctus       | AOS, T87                |                              |                               |
| 117 | 95v-96   | Sanctus                                                         | 4     | Leonel Power                         | sanctus       |                         |                              |                               |
| 118 | 96v-9    | Sanctus                                                         | 4     | Leonel Power                         | sanctus       |                         | HIL                          |                               |
| 119 | 97v-98   | Sanctus                                                         | 3     | Oliver                               | sanctus       |                         |                              |                               |
| 120 | 98-98    | Sanctus                                                         | 3     | Oliver                               | sanctus       |                         |                              |                               |
| 121 | 99       | Sanctus                                                         | 3     | J. Excetre                           | sanctus       |                         |                              |                               |
| 122 | 99v-100  | Sanctus                                                         | 4     | J. Tyes                              | sanctus       |                         |                              |                               |
| 123 | 100      | Sanctus                                                         | 2     | Pycard                               | sanctus       |                         |                              |                               |
| 124 | 101      | Agnus Dei                                                       | 3     | anònim                               | agnus dei     |                         |                              |                               |
| 125 | 101      | Agnus Dei                                                       | 3     | anònim                               | agnus dei     |                         |                              |                               |
| 126 | 101      | Agnus Dei                                                       | 3     | anònim                               | agnus dei     |                         |                              | esborrat                      |
| 127 | 101v-102 | Agnus Dei                                                       | 3     | John Cooke                           | agnus dei     |                         |                              | esborrat                      |
| 128 | 102      | Agnus Dei                                                       | 3     | anònim                               | agnus dei     |                         |                              | esborrat                      |
| 129 | 102v-103 | Agnus Dei                                                       | 3     | anònim                               | agnus dei     | L40                     |                              |                               |
| 130 | 103-103  | Agnus Dei                                                       | 3     | anònim                               | agnus dei     |                         |                              |                               |
| 131 | 103v-104 | Agnus Dei                                                       | 3     | anònim                               | agnus dei     | L49                     |                              |                               |
| 132 | 104      | Agnus Dei                                                       | 3     | R. Chirbury                          | agnus dei     |                         | CA                           |                               |
| 133 | 104      | Agnus Dei                                                       | 3     | Leonel Power                         | agnus dei     |                         |                              |                               |
| 134 | 104v-105 | Agnus Dei                                                       | 3     | anònim                               | agnus dei     | L40, L49                |                              |                               |
| 135 | 105      | Agnus Dei                                                       | 3     | W. Typp                              | agnus dei     |                         |                              |                               |
| 136 | 105      | Agnus Dei                                                       | 3     | anònim                               | agnus dei     |                         |                              |                               |
| 137 | 105v-106 | Agnus Dei                                                       | 3     | Leonel Power                         | agnus dei     |                         |                              |                               |
| 138 | 106      | Agnus Dei                                                       | 3     | Leonel Power                         | agnus dei     |                         |                              |                               |
| 139 | 106      | Agnus Dei                                                       | 4     | anònim                               | agnus dei     |                         | HIE, GTV                     |                               |
| 140 | 107      | Agnus Dei                                                       | 4     | Leonel Power                         | agnus dei     | AOS                     |                              |                               |
| 141 | 107v-108 | Agnus Dei                                                       | 4     | Leonel Power                         | agnus dei     |                         | HIL                          |                               |
| 142 | 108v-109 | Agnus Dei                                                       | 3     | Oliver                               | agnus dei     |                         | HIE                          |                               |
| 143 | 109      | Carbúnculus ígnitus                                             | 1     | anònim                               |               |                         |                              | només triplum                 |
| 144 | 110      | Mater munda                                                     | 2     | anònim                               |               |                         |                              |                               |
| 145 | 110v-111 | En Katerine solennia - Virginalis concio - Sponsus amat sponsum | 3     | Byttering                            | motet         |                         | HIE, GTC, POM                |                               |
| 146 | 111v-112 | Are post libamina - Nunc surgunt in pópulo                      | 4     | Matheus de Sancto Johanne (Maysheut) | motet         | O32                     | FOL, HIE, LRV                |                               |
| 147 | 112      | Post missarum solennia - Post misse modulamina                  | 2     | anònim                               | motet         | O32                     | HIE                          |                               |

Concordances amb altres manuscrits:
- AOS: Aosta, Biblioteca del Seminari Maggiore A1 D19
- BOL: Bolonya, Civico Museu Bibliografico Musicale, Ms Q 15.
- GON: Cambridge, Gonville and Caius College 230/116
- CAM: Cambridge, University Library, Additional 5963 (8)
- L40: Londres, British Library, Additional 40011B
- L49: Londres, British Library, Additional 49597
- MOD: Mòdena, Biblioteca Estense i Universitària, a. X.1.11 (Lat. 471; olim VI.H.15)
- M32: Múnic, Bayerische Staatsbibliothek, Musica 3224
- M14: Múnic, Bayerische Staatsbibliothek, Clm 14274 (olim M.mus. 3232a)
- O32: Oxford, Bodleian Library, Do. b. 32
- O34: Oxford, Bodleian Library, Dep. Deeds, Christ Church C.34/D.R.3
- O19: Oxford, Bodleian Library, University College 192
- MAG: Oxford, Magdalen College Library 266-268
- PAD: Pàdua, Biblioteca Universitària 1225
- PRI: Princeton, University Library, Medieval and Renaissance Manuscripts 103
- SIE: Siena, Archivio di Stato, frammento 326
- T87: Trento, Museu Provinciale d'Art (ExMuseu Nazionale en el Castello del Buon Consiglio), 87
- T90: Trento, Castel del Buon Consiglio 90
- T92: Trento, Castello de Buon Consiglio 92
- T93: Trento, Castel de Buon Consiglio 93
- VAR: Varsòvia, National Library, lat. F.I.378 (còpia fotogràfica)
- YOR: York, Borthwick Institute of Historical Research 2

## Discografia
- 1953: [NYM] English medieval Christmas carols. Primavera Singers of the New York Pro Musica Antiqua. Noah Greenberg. Rykodisc "Tradition" TCD 1056.Dades a medieval.org - (anglès)
- 1958: [OBE] XIVth and early XVth Century English Polyphony. Russell Oberlin, Charles Bressler, Gordon Myers, Paul Wolfe. Lyrichord Early Music Sèries LEMS 8006.Dades a medieval.org - (anglès)
- 1974: [PCA] Dunstable und seine Zeit: Dunstable, Power, Cooke, Damett. Geistliche vokalmusik - Sacred vocal music. Pro Cantione Antiqua. Bruno Turner. Deutsche Harmonia mundi (BMG) GD 77 225.Dades a medieval.org - (anglès)
- 1979: [FOL] A distant mirror - Shakespeare's music. The Folger Consort. Delos DE 1003.Dades a medieval.org - (anglès)
- 1980: [HIL] Leonel Power: Missa Ànima redemptoris mater, Motets. Hilliard Ensemble. Paul Hillier. Virgin Edition 61 345.Dades a medieval.org - (anglès)
- 1986: [GOT] The Service of Venus and Mars. Music for the Knights of the Garter, 1340-1440. Gothic Voices. Christopher Page. Hyperion "Gramophone Award Sèries" 21238.Dades a medieval.org - (anglès)
- 1990: [HIE] The Old Hall Manuscript. Hilliard Ensemble. Paul Hillier. Virgin Edition 61393.Dades a medieval.org - (anglès)
- 1991: [PAG] Lancaster and Valois. French and English music, 1350-1420. Gothic Voices. Christopher Page. Hyperion 66588.Dades a medieval.org - (anglès)
- 1992: [CVO] The Study of Love. French Songs and Motets of the 14th Century. Gothic Voices. Christopher Page. Hyperion 66619.Dades a medieval.org - (anglès)
- 1992: [CA] Ars Britannica. Old Hall Manuscript, Madrigals, Lute Songs. Pro Cantione Antiqua. Teldec (Das Alte Werk) 46004 (2 CD).Dades a medieval.org - (anglès)
- 1992: [REV] Speculum amoris. Lyrique d'Amour médieval, du Mysticisme à l'érotisme. La Reverdie. Arcana A 336.{{MED|acn20}
- 1994: [LRV] O El teu Chara Sciença. Musique de la Pensée Médiévale. La Reverdie. Arcana A332.Dades a medieval.org - (anglès)
- 1994: [ALI] Celi Domina. El culte a la Verge en la música de l'Edat Mitjana. Alia Musica. Miguel Sánchez. Gober G-30595-2.Dades a medieval.org - (anglès)
- 1994: [GVP] The Spirits of England and France - I. Music for Court and Church from the later Middle Ages. Gothic Voices. Christopher Page. Hyperion 66739, Helios 55281.Dades a medieval.org - (anglès)
- 1994: [ONI] On the way to Bethlehem. Music of the Medieval Pilgrim. Ensemble Oni Wytars, Ensemble Unicorn. Naxos 8.553132.Dades a medieval.org - (anglès)
- 1994: [ANI] Sacred Music of the Middle Ages - Hildegard von Bingen (1098-1179) and Others. Anima. SAP001.Dades a medieval.org - (anglès)
- 1995: [ORL] John Dunstaple. Orlando Consort. Metronome 1009.Dades a medieval.org - (anglès)
- 1995: [GTC] The Spirits of England and France - III. Binchois and his Contemporaries. Gothic Voices. Christopher Page. Hyperion 66783.Dades a medieval.org - (anglès)
- 1996: [GTV] The Spirits of England and France - IV. Missa Caput, Story of the Salvi Regina. Gothic Voices. Christopher Page. Hyperion 66857.Dades a medieval.org - (anglès)
- 1997: [POM] Musical Book of Hours. Pomerium. Alexander Blachly. Archiv "Blue" 474 231.Dades a medieval.org - (anglès)
- 1998: [WOO] The Chaucer Songbook. Celtic Music and Early Music for harp and voice. Carol Wood et al. Epona Records 001.Dades a medieval.org - (anglès)
- 1999: [CAR] Music at All Souls, Oxford. The Lancastrians to the Tudors. The Cardinall's Musick. Andrew Carwood, ASV "Gaudeamus" CD GAU 196.Dades a medieval.org - (anglès)
- 2004: [CAU] Orbis. Cercle, Révolution, Cycle... - Circle, Revolution, Cycle... Ensemble De Cælis. Laurence Brisset. Studio SM D3021.Dades a medieval.org - (anglès)
- 2006: [DIA] Honi soit qui mal i pense!. Polyphonies des chapelles royales anglaises (1328-1410). Diábolus in Música. Antoine Guerber. Alpha Productions 022.Dades a medieval.org - (anglès)